# Rue Georges-et-Xavier-Schlumberger
La rue Georges-et-Xavier-Schlumberger est une voie de circulation de Marnes-la-Coquette, dans les Hauts-de-Seine. Elle suit le tracé de la route départementale 407, anciennement route nationale 307a. C'est la rue principale de la commune.

## Situation et accès

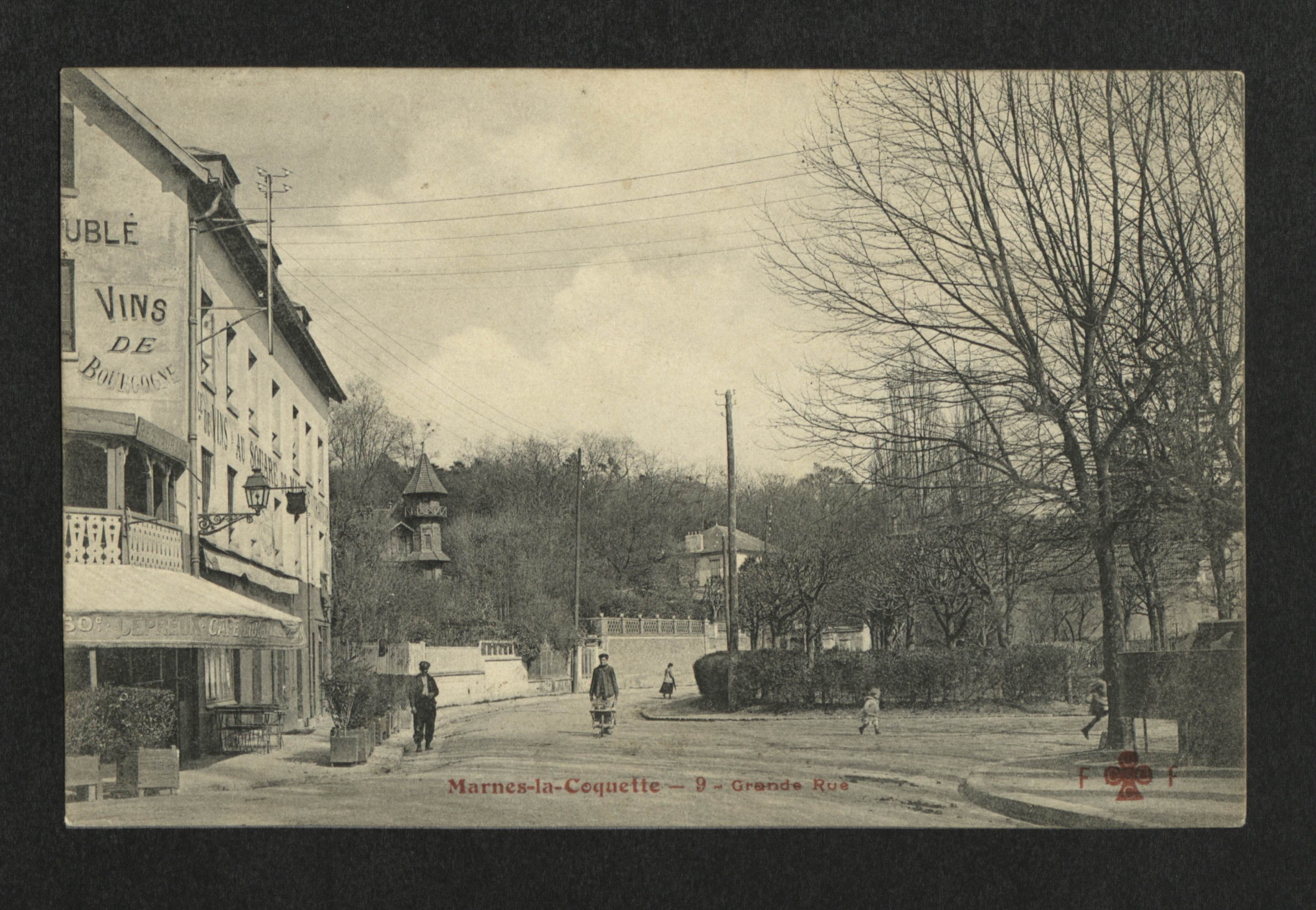
Marnes-la-Coquette - Grande Rue.

Orientée d'ouest en est, elle prend son départ dans le prolongement de l'avenue de Marnes, au croisement de la rue Yves-Cariou et de la rue de Versailles. Elle traverse alors le village au niveau de la place de la Mairie, d'où part la rue de la Porte-Blanche, ancien accès au parc de Saint-Cloud. Elle s'incurve ensuite vers le sud-est pour se terminer à la limite de Ville-d'Avray.

## Origine du nom
Cette rue a été renommée à la Libération, en hommage à  Georges Schlumberger, chasseur au 1er bataillon parachutiste de choc, mort pour la France le 4 octobre 1944 à Servance (Haute-Saône) et à son frère Xavier, né le 25 octobre 1925 à Versailles, déporté à Buchenwald par le convoi parti de Paris le 15 août 1944, mort pour la France à Ellrich le 20 mars 1945.

## Historique
C'est à cet emplacement qu'au XIIIe siècle, Eudes de Sully fit construire, avec le village, une première église consacrée à saint Eloi et à saint Sébastien,.

## Bâtiments remarquables et lieux de mémoire

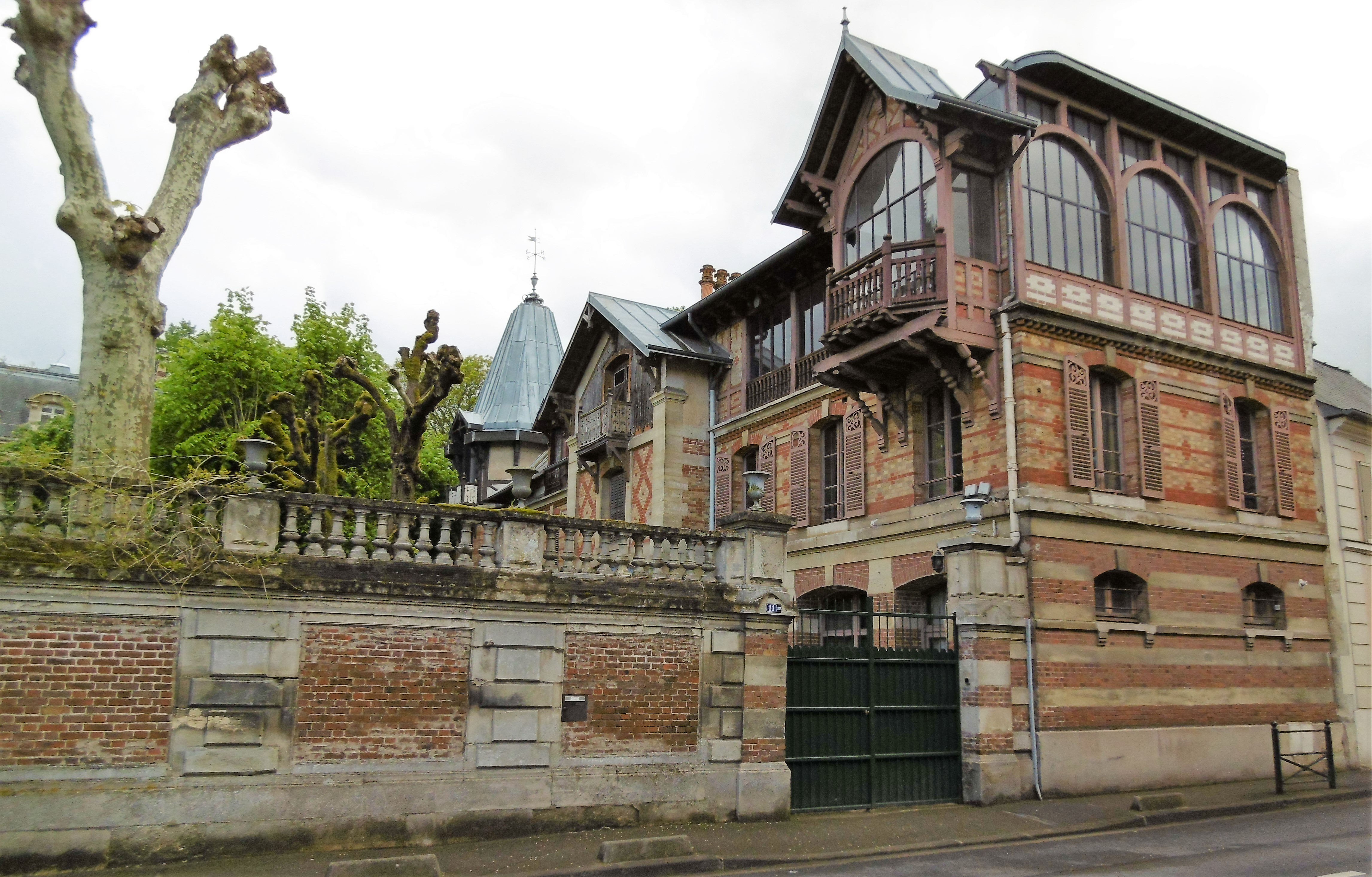
Le no 11bis, rue Georges-et-Xavier Schlumberger, Marnes-la-Coquette.

- Ancienne propriété du chanteur Johnny Hallyday[5],[6],[7], où il décéda en 2017. Appelée La Savannah, elle fut acquise en 1999[8] auprès du banquier Maurice Schlumberger[9].
- Domaine national de Saint-Cloud.
- Hôtel de ville de Marnes-la-Coquette.
- Église Sainte-Eugénie de Marnes-la-Coquette.
- Des scènes du film Les Yeux sans visage y ont été tournées en 1960, dans une demeure située au no 11[10].